# Patryk Rowiński
Patryk Konstanty Rowiński – polski leśnik, doktor habilitowany nauk rolniczych, profesor w Szkole Głównej Gospodarstwa Wiejskiego w Warszawie, specjalista od zoologii leśnej.

## Kariera naukowa
W 1995 roku na Wydziale Leśnym Szkoły Głównej Gospodarstwa Wiejskiego w Warszawie uzyskał tytuł magistra inżyniera w zakresie leśnictwa. W 2001 roku na tym samym wydziale uzyskał stopień doktora nauk rolniczych w zakresie leśnictwa na podstawie rozprawy pt. Pora rozrodu kowalika Sitta europaea w zależności od zasobów pokarmowych środowiska w lesie naturalnym, której promotorem był Władysław Aulak. W 2002 roku został zatrudniony na tejże uczelni, a w 2014 roku uzyskał na jej Wydziale Leśnym stopień doktora habilitowanego nauk rolniczych w dyscyplinie leśnictwa na podstawie pracy pt. Czynniki decydujące o sukcesie lęgowym dziuplaków wtórnych w lasach pierwotnych Białowieskiego Parku Narodowego – studium porównawcze.